# Lijst van ministers van Media in de Franse Gemeenschap
Dit is een lijst van ministers van Media in de Franse Gemeenschapsregering.

## Lijst
| Nr. | Minister | Minister                     | Partij | Partij | Begin             | Einde             | Regering(en)         |
| --- | -------- | ---------------------------- | ------ | ------ | ----------------- | ----------------- | -------------------- |
| 1   |          | Elio Di Rupo (1951)          |        | PS     | 6 mei 1993        | 26 januari 1994   | Onkelinx I           |
| 2   |          | Philippe Mahoux (1944)       |        | PS     | 26 januari 1994   | 21 juni 1995      | Onkelinx I           |
| 3   |          | Laurette Onkelinx (1967)     |        | PS     | 21 juni 1995      | 13 juli 1999      | Onkelinx II          |
| 4   |          | Corinne De Permentier (1967) |        | MR     | 13 juli 1999      | 17 oktober 2000   | Hasquin              |
| 5   |          | Richard Miller (1954)        |        | MR     | 17 oktober 2000   | 6 juni 2003       | Hasquin              |
| 6   |          | Daniel Ducarme (1954)        |        | MR     | 6 juni 2003       | 17 februari 2004  | Hasquin              |
| 7   |          | Olivier Chastel (1964)       |        | MR     | 17 februari 2004  | 19 juli 2004      | Hasquin              |
| 8   |          | Fadila Laanan (1967)         |        | PS     | 19 juli 2004      | 22 juli 2014      | Arena, Demotte I, II |
| 9   |          | Jean-Claude Marcourt (1956)  |        | PS     | 22 juli 2014      | 17 september 2019 | Demotte III          |
| 10  |          | Bénédicte Linard (1976)      |        | Ecolo  | 17 september 2019 | 16 juli 2024      | Jeholet              |
| 11  |          | Jacqueline Galant (1974)     |        | MR     | 16 juli 2024      | heden             | Degryse              |